# René Paul Fonck

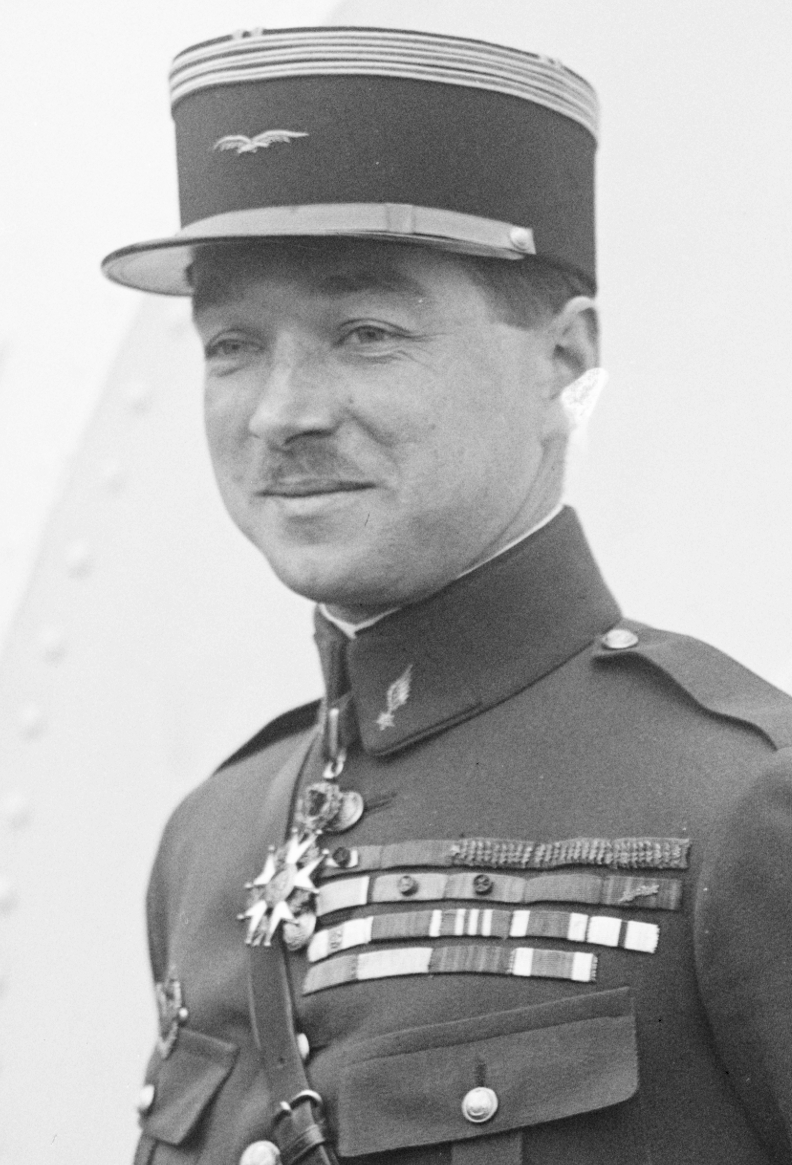
René Fonck

René Paul Fonck (Saulcy-sur-Meurthe, 27 de março de 1894 – Paris, 18 de junho de 1953) foi um aviador francês da Primeira Guerra Mundial. 

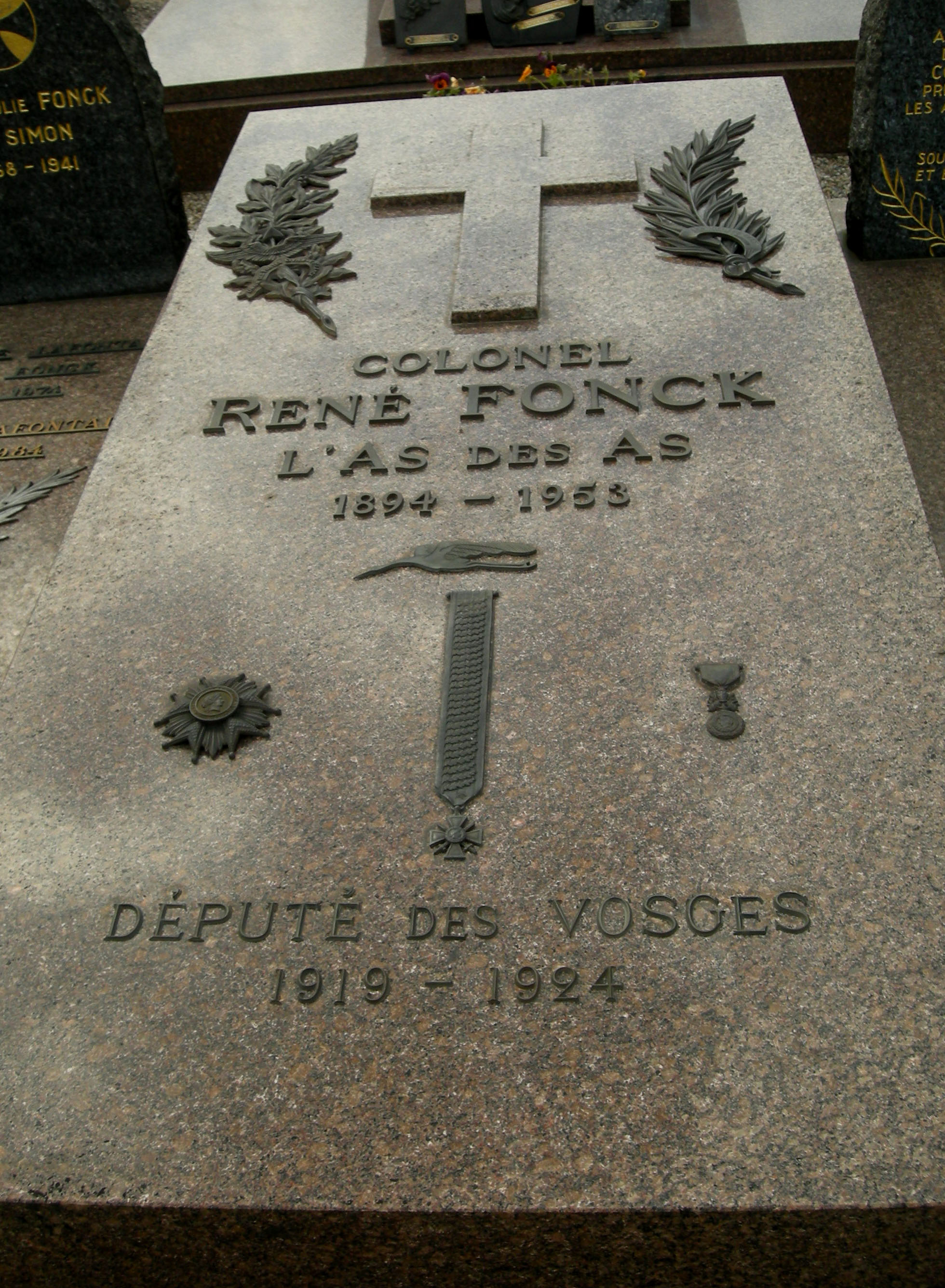
René Fonck

Quando todos os conflitos aéreos sucessivos dos séculos XX e XXI também são considerados, Fonck ainda detém a liderança e o título de all-time Allied Ace of Aces ("Ás dos Ases de todos dos tempos"). Ele recebeu a confirmação de 75 vitórias (72 solo e três compartilhadas)  de 142 reivindicações. Levando em conta suas alegações prováveis, a contagem final de Fonck poderia ser mais próxima de 100 ou mais. Foi Oficial da Legião de Honra em 1918 e, mais tarde, depois da guerra, Comandante da Legião de Honra.